# Jean-Yves Raimbaud
Jean-Yves Stephane Marcel Raimbaud (* 27. Februar 1958 in Évreux; † 28. Juni 1998 in Montrouge) 
war ein französischer Animator und Drehbuchautor.

## Leben
Jean-Yves Raimbaud wurde am 27. Februar 1958 in Évreux geboren. Bereits im Alter von 14 Jahren verließ er die Schule und begann eine Ausbildung als Schildermaler, ehe er als Plakatkünstler arbeitete. Seine berufliche Laufbahn im Bereich der Animation begann er beim Animationsstudio DiC Entertainment unter der Leitung von Jean Chalopin. Dort war er an bekannten Serien wie Inspector Gadget, Odysseus 31 und Die geheimnisvollen Städte des Goldes beteiligt und erlernte das Handwerk des Zeichentrickkünstlers.
In den 1990er Jahren entwickelte Raimbaud eigene Zeichentrickserien. Gemeinsam mit Philippe Traversat schuf er Ein Heim für Aliens, die erste Serie, die er mit Gaumont Multimedia und Xilam produzierte. Kurz vor seinem Tod entwickelte er die Idee zur Serie Oggy und die Kakerlaken, deren Premiere am 6. September 1998 posthum auf France 3 und später international – unter anderem im amerikanischen Fernsehen – stattfand.
Jean-Yves Raimbaud starb im Juni 1998 in Montrouge im Alter von 40 Jahren, wenige Monate vor der Erstausstrahlung von Oggy und die Kakerlaken.

## Filmografie
- 1982: Es war einmal … der Weltraum (Storyboard)
- 1988: Artoon de Jean-Pierre Roda (Animationszeichner)
- 1988: Terre Promise de Ptiluc (Realisierung)
- 1989: Les Enfants de la Liberté (Regisseur der Animation)
- 1990: Manu (Realisierung)
- 1991: Spirou und Fantasio (künstlerische Leitung)
- 1993: Rat's de Ptiluc (Realisierung)
- 1994: Highlander (Zeichentrickserie) (künstlerische Leitung)
- 1997: Les Petites Sorcières (Idee)
- 1997: Ein Heim für Aliens (Idee, künstlerische Leitung)
- 1998: Oggy und die Kakerlaken (Idee)